# Willy Planckaert
Willy Planckaert (født 5. april 1944 i Nevele) er en tidligere belgisk landevejscykelrytter. Hans brødre Eddy og Walter Planckaert var også berømte cykelryttere. Hans søn, Jo, var også en cykelrytter.